# Tangente (magazine)
Pour les articles homonymes, voir Tangente.
Tangente est un magazine bimestriel français consacré aux mathématiques. L'ambition des créateurs de cette revue était de promouvoir l'image des mathématiques. Issu du monde associatif, APMEP, ADCS et ADECUM, cette revue, au fil du temps, a créé un lien avec les passionnés de cette science.
Tangente est publié actuellement par POLE éditions, un éditeur spécialisé dans l'univers des mathématiques et de la logique.

## Revues
La revue est créée en 1987 par Gilles Cohen (qui en devient directeur général) assisté de Jean-Pierre Boudine et Joseph Césaro, responsable de fanzine Paradrome, Yves Roussel et Roger Cuculière, responsables de la revue Le Petit Archimède, Michel Darche, responsable de la revue Plot, Antoine Valabregue et Francis Dupuis de l'APMEP . Son but est d'introduire la culture, le jeu et l'expérimentation dans l'enseignement des mathématiques
Elle se décline maintenant en plusieurs magazines thématiques : Tangente éducation s'adresse plutôt aux professionnels, enseignants, animateurs de clubs, avec des articles axés sur la pédagogie, les jeux et compétitions mathématiques ; publiée jusqu'en 2015, Tangente Sup s'adresse aux étudiants post-bac comme la revue spécialisée Quadrature avec laquelle elle s'est associée ; des numéros hors-série couvrent des thèmes précis et deviennent des tomes de la Bibliothèque Tangente.
Tangente Jeux & Stratégies a été une tentative de faire revivre la revue des années 1980, avec des rubriques consacrées aux dames, aux échecs, etc., en ouvrant également aux jeux de type Démineur, Sudoku… qui faisaient l'objet d'une précédente publication sous le titre Démineur & compagnie.
Une éphémère revue EnigmaX s'adressait aux enfants.

## Le prix Tangente
Chaque année depuis 2009, le magazine Tangente décerne le Prix Tangente du livre, qui récompense un livre « ayant donné envie à un large public d’en savoir plus sur un ou plusieurs domaines des mathématiques ».

### Liste des lauréats
- 2023 : Vous reprendrez bien un peu de maths ? par Claire Lommé (Retz, 2022) [4]
- 2022 : Dingue de maths par Avner Bar-Hen et Quentin Lazzarotto
- 2021 : Les maths font leur cinéma par Jérôme Cottanceau
- 2020 : Very Math Trip par Manu Houdart
- 2019 : Mathematikos par Antoine Houlou-Garcia
- 2018 : L'Art de ne pas dire n'importe quoi par Jordan Ellenberg
- 2017 : Le grand roman des maths par Mickaël Launay
- 2016 : Éloge des mathématiques par Alain Badiou et Gilles Haéri
- 2015 : En cheminant avec Kakeya, voyage au cœur des mathématiques par Vincent Borrelli et Jean-Luc Rullière
- 2014 : Inventions Mathématiques par Jean-Paul Delahaye
- 2013 : Dictionnaire de (presque) tous les nombres entiers par Daniel Lignon
- 2012 : Histoires de géomètres... et de géométrie par Jean-Louis Brahem
- 2011 : Questions de maths sympas par Hervé Lehning
- 2010 : Logicomix par Apostolos Doxiadis
- 2009 : La mathématique du chat par Daniel Justens et Philippe Geluck

### Prix des lycéens
- 2024 : The Time Before de Cyril Bonin[5]
- 2023 : La petite histoire des flocons de neige de Étienne Ghys
- 2022 : Madame Einstein de Marie Benedict
- 2021 : Combien de pas jusqu'à la Lune de Carole Trébor

## Compétitions mathématiques
La revue est un partenaire régulier, voire un organisateur de compétitions mathématiques telles que la Coupe Euromath-Casio, le trophée Lewis-Carroll (jusqu'en 2020) et le Combilogique.